# Мистер Синистер
Мистер Синистер (англ. Mister Sinister), настоящее имя — Натаниэль Эссекс (англ. Nathaniel Essex), также известен под другими именами как Натаниэл Милберри, Мистер Пирсонс, Носферату и Грешник — суперзлодей вселенной Marvel Comics, созданный Крисом Клэрмонтом и Марком Сильвестри.

## Биография
Натаниэль Милберри-Эссекс родился в XIX веке в Лондоне. Его родители рано умерли и Натаниэль стал единственным наследником состояния аристократической семьи Милберри, хотя предпочитал использовать фамилию Эссекс. Став учёным-генетиком, он начал ставить опасные опыты над людьми и животными, а позже выдвинул теорию о «homo superior» (человек превосходящий) — сверхчеловеке будущего. Открытый им «фактор Эссекса» должен был привести человечество к полной генетической перестройке в течение двух веков. Но он не нашёл поддержки в учёных кругах и был исключён из Королевского научного общества.
После этого он встречает бессмертного мутанта Апокалипсиса. Тот с пониманием относится к опытам Эссекса и делает его своим помощником, а также вводит в «Клуб адского пламени» — древнее сообщество мутантов. Когда Эссекс эксгумировал труп сына, умершего в двухлетнем возрасте, и попытался вернуть его к жизни, его жена Ребекка решила, что её муж сошёл с ума. Она узнала всю правду об экспериментах своего мужа по скрещиванию людей и животных и освободила мутантов из их клеток, но вместо благодарности они убили её. Эссекс вернулся в свою лабораторию слишком поздно и нашёл жену умирающей (тогда она была беременна их вторым ребёнком). Умирая, она назвала Эссекса «злобным чудовищем» (англ. «To me, you are… utterly… and contemptibly… sinister!»). После смерти жены Эссекс хотел покончить с собой, однако на его пути вновь появился Апокалипсис с предложением помощи.
Апокалипсис одарил Эссекса бессмертием и вечной молодостью. Эссекс назвал себя Синистером (англ. «Sinister»). Превращение было полным: лицо Эссекса стало серебристо-бледным, глаза — красными, на лбу появился рубиновый камень — метка Апокалипсиса. Он смог по желанию изменять свой рост и внешность, приобрёл способность стрелять энергетическими лучами и телепортироваться.
Более чем столетие Мистер Синистер проводил генетические эксперименты и, наконец, выяснил, что сверхчеловек может родиться от союза двух мутантов: Скотта Саммерса, известного как Циклоп, и телепата Джин Грей. Для подтверждения своей теории Мистер Синистер поселил их в своём приюте в Небраске. Позже, когда Джин, казалось, умерла, Мистер Синистер использовал образец её ДНК, чтобы создать её клон, Мэйделин Прайор. У Прайер и Циклопа рождается мальчик, названый в честь Мистера Синистера, Ксавье и Корсара (отца Циклопа) — Натан Кристофер Чарльз Саммерс. Он был нужен Синестеру как оружие против Апокалипсиса, и поэтому был отправлен в будущее, где получил прозвище Кейбл.
Навязчивая идея создать сверхмутанта вовлекла Мистера Синистера в конфликт с Людьми Икс, в состав которых вошли Циклоп и Джин Грей. В ответ Мистер Синистер собрал свою команду мутантов-убийц под названием Мародёры.
Мистер Синистер под псевдонимом Доктор Виндзор работал ведущим учёным обновлённого проекта «Оружие Икс» и проводит жестокие эксперименты над мутантами — заключёнными концлагерей «Оружия».
В серии X-Men 2021 года одним из антагонистов Людей Икс выступает доктор Стазис. Он считает себя настоящим Натаниэлем Эссексом.  Мутантом он не является. По его мнению, он смог очиститься от влияния Апокалипсиса и снова стать человеком. На самом деле настоящий Натаниэль всё-таки умер, оставив четырёх клонов, одним из которых является Мистер Синистер.
Используя машину с клонами мутанта Мойры Мактаггерт, Мистер Синистер создал полноценную машину сохранений и загрузок. Это позволило ему создать альтернативный таймлайн, в котором ему удалось привить Чарльзу Ксавье, Эмме Фрост, Хоуп Саммерс и Исходу свою ДНК. Мутанты с ДНК Синистера вели экспансию, захватив Землю и Вселенную, однако они оказались не лояльны Мистеру Синистеру. Ужасное будущее, построенное мутантами с ДНК Синистера удалось откатить с помощью машины с клонами Мойры, при этом другой клон Натаниэля Эссекса, Праведная Мать, смогла передать из этого будущего всю информацию о случившихся событиях себе в настоящее. Мистер Синистер был отправлен в яму на острове Кракоа за свои преступления.
После вышеописанных событий Фордж очистил гены мутантов, заражённых ДНК Синистера. Однако у Синистера оставалась резервная ментальная копия, сохранённая внутри Чарльза Ксавье. Она была создана ещё во время действия проекта «Черная матка». Силы Синистера не позволили полностью управлять телом профессора, он смог контролировать тело Чарльза, лишь когда тот спал.

## Силы и способности

### Силы
Мистер Синистер обладает (или, по крайней мере, обладал) широким спектром разнообразных сверхсил; некоторые из них он обрёл благодаря генетическим изменениям Апокалипсиса, другие же получил самостоятельно, прививая себе Икс-Гены, полученные от различных мутантов. Полный список его сил, полученных таким образом, доподлинно неизвестен. Также многие из них на данный момент утрачены, из-за чего Мистер Синистер вынужден полагаться в основном на разнообразное оружие и приспособления.
- Телепатия: основная на данный момент сверхсила Синистера. Она позволяет ему воздействовать на чужие разумы, читать мысли и проецировать свои собственные, стирать воспоминания, брать людей под контроль и так далее. Телепатия Мистера Синистера очень сильна, он способен соперничать с такими могучими телепатами, как Профессор Икс, Джин Грей и Эмма Фрост. Некоторое время он был частью целого коллективного разума Синистеров, что значительно усиливало его телепатию.
- Телекинез: Мистер Синистер обладает способностью к телекинезу, благодаря чему может воздействовать на физические тела и, в какой-то степени, на энергию силой мысли. Таким образом он может передвигать различные объекты и живых существ и поднимать их в воздух, а также фокусировать энергию в лучи и стрелять ими. Также с помощью телекинеза Мистер Синистер может создавать прочные силовые поля и летать, набирая при этом немалую скорость.
- Бессмертие: Мистер Синистер обладает бессмертием, по источникам благодаря собственным экспериментам. Благодаря этой силе он прожил не одну сотню лет без малейших признаков старения.
- Поклеточное изменение формы: эту способность Мистер Синистер обрёл, привив себе Икс-Ген шейпшифтера Курьера. Благодаря ей он обладал абсолютным контролем над каждой молекулой собственного тела, что позволяло ему как угодно изменять форму, принимать любой облик и быстро залечивать тяжёлые травмы.
- Исцеляющий фактор: Мистер Синистер может исцеляться от тяжелейших травм, смертельных для обычных людей. В число таких травм входят многочисленные порезы, пулевые ранения (в том числе и сквозные в голову), прямые попадания оптических лучей Циклопа, сожжение этими самыми лучами до состояния скелета и другие. По силе его исцеляющий фактор нередко сравнивали с таковым Росомахи. Он смог пережить внутренние ранения, причинённые устроенной у него в лёгких грозой, а также перенёс отрывание головы и её пересадку на новое тело, даже не потеряв при этом сознание.
- Сверхчеловеческая сила: Мистер Синистер обладает сверхчеловеческой силой и может поднять предметы массой до 10 тонн. Его силы достаточно, чтобы без особых усилий оторвать человеку руку.
- Сверхчеловеческая выносливость: В организме Синистера вырабатывается значительно меньше токсинов усталости. чем у обычного человека, благодаря чему тот мог действовать на пике физической нагрузки в течение нескольких часов. В данный момент он устаёт так же, как и любой обычный человек в хорошей физической форме.
- Сверхчеловеческие рефлексы: рефлексы Синистера превосходят обычный человеческий уровень, а потому скорость его реакции значительно выше, чем у обычных людей.

### Способности
- Гениальный интеллект: Мистер Синистер — научный гений, превосходный специалист в самых разных сферах науки: в генетике, биологии (как земных, так и инопланетных организмов, даже столь чужеродных, как Фаланга), физике (в том числе механике, электрике и аэрокосмической инженерии) и так далее. Его интеллект нередко сравнивают с Ридом Ричардсом и Доктором Думом, а самого его считают одним из умнейших людей на Земле.
- Великолепный генетик: Мистер Синистер — один из лучших, если не лучший генетик на Земле. Он может прогнозировать генетические мутации, извлекать и прививать ДНК, клонировать и создавать живых существ. Ещё в 19 веке он был, возможно, одним из первых, кто открыл и изучал Икс-Ген. Позднее в тот же период он смог провести на самом себе удачный эксперимент по пересадке ДНК, а в 20 веке разработал способ избежать собственную смерть, поместив собственные гены в нескольких человек и при необходимости пробудив их.
- Искусный хирург: Мистер Синистер очень умелый хирург, он умеет проводить сложнейшие операции, в том числе и на мозге. Он прекрасно разбирается в устройстве человеческого организма, и ещё до встречи с Апокалипсисом смог собрать своеобразного «Франкенштейна» из частей тел и органов людей и животных.
- Умелый инженер-механик: Мистер Синистер нередко демонстрировал обширные навыки в инженерии и машиностроении. Относительно недавно он сконстроуировал множество разнообразных высокотехнологичных приспособлений, явно черпая вдохновение из произведений Жюля Верна, а до того разработал прибор, отключающий все мутантские силы, кроме его собственных. Мистик упомянула, что в распоряжении Синистера имеются технологии, о которых большая часть людей даже не подозревает, в том числе оружие, манипулирующее временем и пространством.
- Манипулятор: Мистер Синистер — опытный и умелый манипулятор и хороший психолог, он умеет воздействовать на собеседника с помощью простых слов и мимики.

## Другие версии

### Ultimate
Раньше Натаниель Эссекс был научным работником Нормана Озборна. Натаниель крупный и накачанный мужчина, покрытый татуировками. Он экспериментирует над собой и приобретает способность суггестии. Но вместе с тем, он сошёл с ума и ему стали являться видения лорда Апокалипсиса. Тот приказал Натаниэлю убить мутантов, но Эссекс провалил задание и был отправлен в Трикселион. В Ultimate Mystery Женщина-паук проникает в Роксон под псевдонимом, где её ловит Мозговая Команда, в которой состоял участник по имени Натаниель Эссекс. Группа работала на Отто Октавиуса, но Джессику спас Человек-паук. В комиксе Ultimate Comics X-Men Натаниэль возвращается, он забирает из психиатрической лечебницы Алекса Саммерса, затем он докладывает об этом Лайле Миллер. Позже у себя дома он разговаривает с Апокалипсисом.

## Вне комиксов

### Фильмы
- В Люди Икс 2 имя Натаниэль Эссекс видно в компьютерном файле, который просматривает Мистик на базе Страйкера.
- В оригинальном сценарии фильма Люди Икс: Первый класс Мистер Синистер был главным злодеем. В итоге его заменил Себастьян Шоу, также получивший способности Синистера (в комиксах Шоу мог поглощать кинетическую энергию для временного усиления, в то время как в фильме он ею лечится и подкрепляется[9]).
- В Люди Икс: Апокалипсис Натаниэль Эссекс появляется в сцене после титров и забирает пузырёк с пробиркой, наполненной кровью Росомахи. Продюсер и сценарист Саймон Кинберг в своём интервью заявил, что эта сцена была включена, чтобы намекнуть, в каком направлении кинематографическая вселенная Людей икс будет двигаться в будущих фильмах, а именно:  Логан, Гамбит и другие будущие фильмы из данной франшизы[10].
- Изначально планировалось ввести Синистера в фильме «Логан», но в итоге в данном фильме он не фигурировал. Позже Джеймс Мэнголд объяснил, что хотел сохранить последовательный и серьёзный тон своего фильма последовательным. С тех пор Кинберг подтвердил, что сцена после титров из «Апокалипсиса» объясняет, как была создана Икс-23. В том же интервью он подтвердил, что студия всё ещё планирует появление Синистера в будущих фильмах о «Людях Икс»[11].
- Ранее для фильма «Новые мутанты» планировалась короткая сцена с Синистером в исполнении Джона Хэмма. Однако роль была вырезана из фильма из-за обширного графика съёмок[12][13].
- В октябре 2017 года появился слух, что фильме про Гамбита появится Натаниэль Эссекс, которого возможно сыграет британский актёр Дэниел Крейг. Производство фильма несколько раз откладывалось, и в итоге фильм был отменён после покупки студии 20th Century Fox компанией The Walt Disney Company.

### Мультсериалы
- Появляется как противник Людей Икс в мультсериале Люди Икс. В первых двух сериях 2-го сезона пытается создать супермутантов используя Джин и Циклопа но побежденный Циклопом он скрывается вместе со своими помощниками[англ.]. Вскоре появляется в 2 последних сериях 2-го сезона похитив всех Людей икс и Магнето он пытается создать сверхмутантов с помощью машины, но опять-таки неудачно. Лучи Циклопа и выстрел Морфа разрывают его на части, а Джин сбрасывает его в воду, но после того как они улетают становится видно, что он ещё жив. В серии «Убежище» показывается смотрящим обращение Магнето. В серии «Все за одного» сражается вместе с остальными мутантами в изменённом будущем. В 4 частях цикла «За гранью добра и зла» помогает Апокалипсису. Пытается похитить Ксавье во время свадьбы Джин и Скотта, но силами Шарды и прибывших икс-менов это у него не удалось. Говорит Джин что они вне времени и он теперь может сделать то, что всегда мечтал, похищает экстрасенса за которым присматривали Гроза и Гамбит. Вместе с помощниками пытается остановить Росомаху, Магнето и Мистик, а когда Росомаха уничтожает сферу управления сбегает вместе со своими приспешниками. В сериях «Фаланга на тропе войны» помогает Людям Икс остановить Фалангу, а в серии «Происхождения» показывается его история.
- Мистер Синистер появляется в нескольких сериях мультсериале «Росомаха и Люди Икс», где он противостоит Людям Икс во главе с Росомахой. Ему даже удалось похитить Циклопа и Джин Грей. Но в конце концов Люди Икс развеяли его по ветру, но не уничтожили. Возродившись, Мистер Синистер помог побороть инопланетный ИИ Фалангу, а Чарльз Ксавьер прочитал память Натаниэля, мучаясь кошмарами, пережитыми Эссексом в XIX веке и узнал, что является внучатым племянником Мистера Синистера.
- В мультсериале «Люди Икс ’97», являющемся продолжением мультсериала 1992—1997 годов, показано, что во время событий оригинального мультсериала Мистер Синистер в какой-то момент создал клона Джин Грей и заменил им её. В итоге клон Джин забеременела от Циклопа и родила сына, которого назвала Нейтаном. Когда к Людям Икс пришла оригинальная Джин, Синистер взял клона под контроль и с её помощью похитил Нейтана. В итоге Людям Икс удалось вернуть разум клона (позже взявшего имя Мэйделин Прайор) и спасти ребёнка, но тот заражается вирусом, и потому его отправляют в будущее для исцеления.

### Видеоигры
- Является финальным боссом игры Silver Surfer на NES. Хотя на самом деле Мистер Синистер в космосе никогда не был и Серебряный Сёрфер с ним никогда не пересекался, а значит и одним из его врагов он не был. Образ Мистера Синистера в игре также не схож с оригиналом.
- Является одним из главных боссов игры X-Men Legends 2: Rise of Apocalypse, также саботировал аппарат Апокалипсиса, чем сильно помог Людям Икс.
- Является одним из главных злодеев в игре Deadpool.
- Является одним из злодеев в игре Marvel Heroes
- Упоминается в X-Men Origins: Wolverine как «участник ранних тестовых программ Оружия Х».
- Является одним из главных боссов игры Facebook Marvel: Avengers Alliance.
- Мистер Синистер является играбельным персонажем в Marvel: Contest of Champions.

## Критика и отзывы
- В 2009 году Мистер Синистер занял № 29 в списке 100 величайших злодеев комиксов по версии IGN.